# Hrabstwo Lucas (Ohio)
Hrabstwo Lucas (ang. Lucas County) – hrabstwo w stanie Ohio w Stanach Zjednoczonych. Obszar całkowity hrabstwa obejmuje powierzchnię 595,88 mil2 (1 543,34 km²). Według danych z 2010 r. hrabstwo miało 441 815 mieszkańców. Hrabstwo powstało 20 czerwca 1835 roku i nosi imię Roberta Lucasa - dwunastego gubernatora Ohio.

## Sąsiednie hrabstwa
- Hrabstwo Monroe (Michigan) (północ)
- Hrabstwo Ottawa (południowy wschód)
- Hrabstwo Wood (południe)
- Hrabstwo Henry (południowy zachód)
- Hrabstwo Fulton (zachód)
- Hrabstwo Lenawee (Michigan) (północny zachód)

Na północnym wschodzie hrabstwo graniczy na Jeziorze Erie z kanadyjskimi hrabstwem Essex

## Miasta
- Maumee
- Oregon
- Sylvania
- Toledo
- Waterville

## Wioski
- Berkey
- Harbor View
- Holland
- Ottawa Hills
- Whitehouse

## CDP
- Curtice
- Neapolis